# خودکشی در میان کهنه‌سربازان آمریکایی

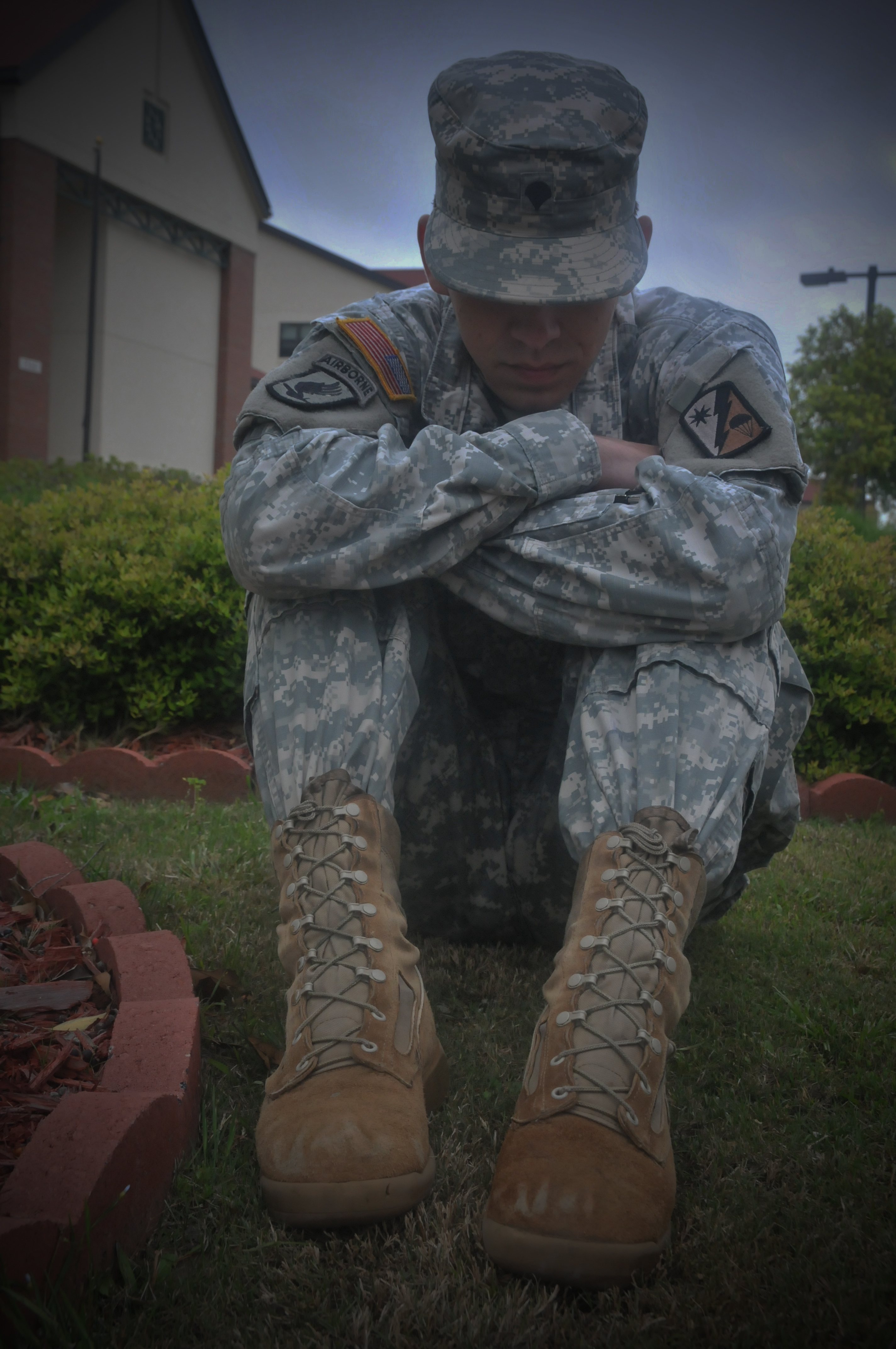
تصویری گرفته شده توسط عکاسی به نام آماندا تاکر در فورت براگ، نیویورک به عنوان بخشی از پروژه افزایش آگاهی در مورد خط بحران کهنه‌سربازان

خودکشی در میان کهنه‌سربازان آمریکایی (انگلیسی: United States military veteran suicide) یک پدیده در جریان در ارتباط با نرخ بالای خودکشی در میان کهنه‌سربازان ارتش آمریکا در مقایسه با عموم مردم غیرنظامی است. تمرکز بر جلوگیری از خودکشی سربازان از سال ۱۹۵۸ با افتتاح اولین مرکز پیشگیری از خودکشی در ایالات متحده آغاز شد. در اواسط دهه ۱۹۹۰، با ایجاد استراتژی ملی شامل چندین قطعنامه کنگره، تغییر الگوی پرداختن به خودکشی کهنه سربازان رخ داد.
با تصویب قانون پیشگیری از خودکشی کهنه‌سربازان جاشوا اومویگ در سال ۲۰۰۷، پیشرفت‌های بیشتری از جمله خدمات‌رسانی به کهنه‌سربازان در همه ادارات امور کهنه‌سربازان و پیاده‌سازی یک خط تلفن ۲۴ ساعته برای بحران، انجام شد. اختلال اضطراب پس از سانحه، افسردگی و احساس گناه برای حضور در جنگ در کهنه‌سربازان اغلب به خودکشی مربوط می‌شود زیرا گذر آن‌ها از زندگی جنگی به یک زندگی غیرنظامی ممکن است دشوار باشد.